# THE ACTION (ALL I REALLY WANT TO DO)
『THE ACTION（ALL I REALLY WANT TO DO）』（ジ・アクション・オール・アイ・リアリー・ウォン・トゥー・ドゥー）は、2000年3月23日に発売されたWINOの5枚目のシングル。

## 解説
- 2ndアルバム『WINO』からのシングル・カット。
- シングル・カットの際に、サブタイトルが追加されている。

## 収録曲
1. The Action（All I really want to do）
作詞・作曲:吉村潤
2. SPIN
作詞・作曲:吉村潤・久永直行
3. The Action（From Dusk Till Dawn Mix）
作詞・作曲:吉村潤、Remix:CAPTAIN FUNK